# Marktplatz (Lublin)

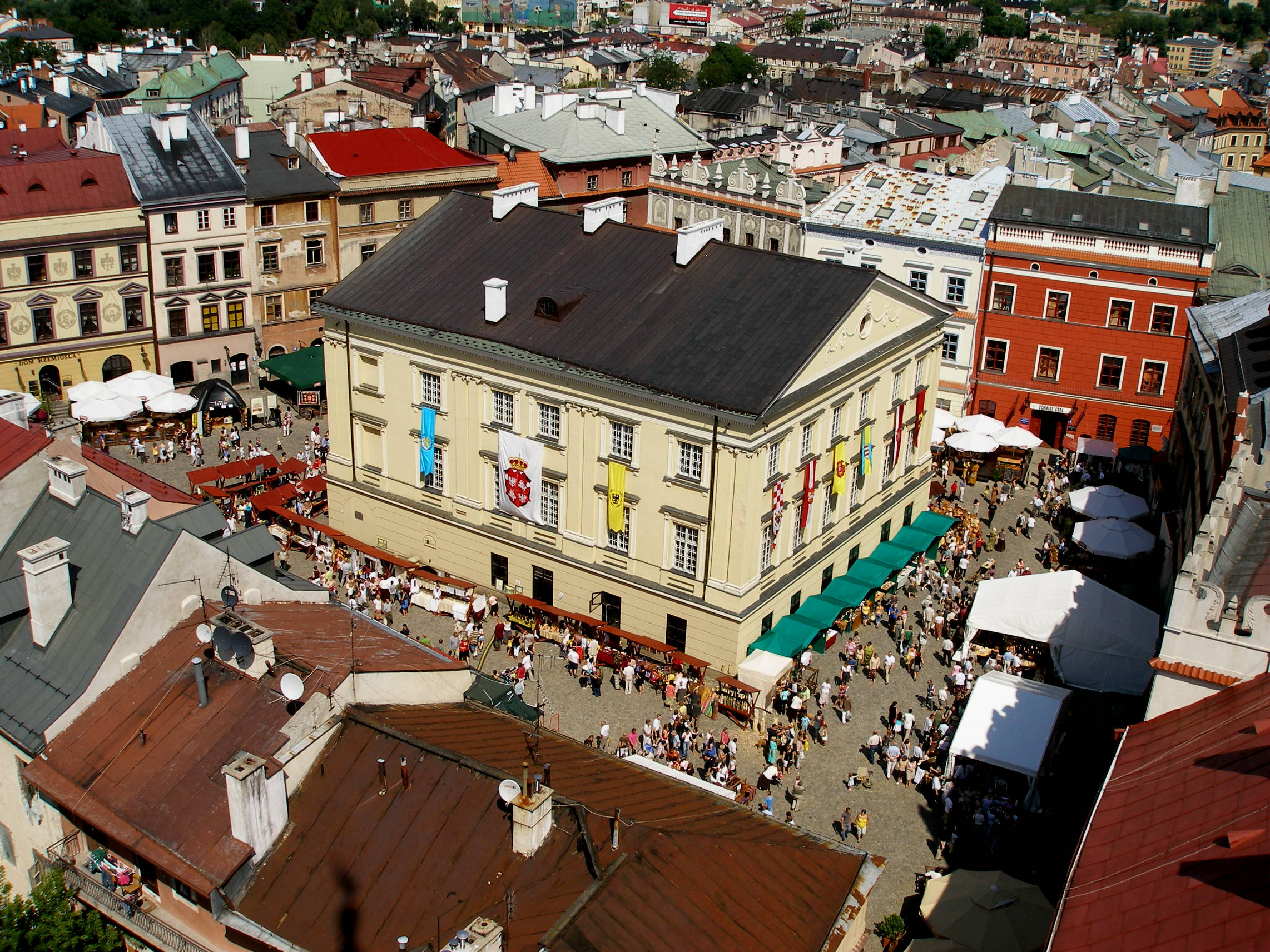
Der Marktplatz von Lublin mit dem ehemaligen Rathaus und späteren Krongerichtshof in der Mitte

Der Marktplatz (polnisch Rynek) ist der zentrale Platz im historischen Stadtkern der polnischen Stadt Lublin. Er ist erreichbar über die Straßen: Ulica Złota (Nordosten), Ulica Prezydenta Teodora Gruella (Südosten), Ulica Bramowa (Südwesten) und Ulica Grodzka (Nordwesten).

## Bauwerke
In der Mitte des Platzes steht ein 1389 errichteter und 1781 im neoklassischen Stil umgebauter Prachtbau, der zunächst als Rathaus und später als Krongerichtshof diente. Um den Marktplatz herum befindet sich eine Vielzahl von Häusern aus der Renaissance, die als Kulturdenkmäler unter Denkmalschutz stehen. Der DuMont-Reiseführer zählt das ehemalige Wohnhaus (Rynek 2) des polnischen Schriftstellers und Dichters Sebastian Fabian Klonowic und das mit einem Renaissancefries geschmückte Konopniców-Haus (Rynek 12) zu den „schönsten Häusern am Platz“. Von ViaMichelin wurde zudem das Haus der Familie Lubomelski (Rynek 8) im Stil der Polnischen Renaissance hervorgehoben.
Weitere Denkmäler sind die Geburtshäuser des Theaterschauspielers Aleksander Zelwerowicz (Rynek 3) und der Komponisten Henryk Wieniawski und Józef Wieniawski (Rynek 17) sowie die Häuser Rynek 4, Rynek 5, Rynek 6, Rynek 7, Rynek 9, Rynek 10, Rynek 14, Rynek 17 und Rynek 18.

## Sonstiges
Insgesamt führte der Wiederaufbau nach dem Zweiten Weltkrieg „zu einem ‚mehr‘ an Renaissanceglanz als ihn Lublin vor dem Krieg besessen hatte“.
Das ehemalige Rathaus ist auch der Treffpunkt für die „Untergrund-Route“, eine Tour von ca. 45 Minuten Dauer, die mehr als 200 Meter unter der Altstadt stattfindet.